# Sven-Erik Österberg
Sven-Erik Österberg (ur. 10 marca 1955 w Munktorp) – szwedzki polityk, działacz Szwedzkiej Socjaldemokratycznej Partii Robotniczej, poseł do Riksdagu, w latach 2004–2006 minister.

## Życiorys
W 1971 ukończył szkołę średnią, po czym trzy lata kształcił się w ramach nauki policealnej. W latach 1974–1975 odbył służbę wojskową. Pracował następnie jako robotnik rolny i leśny. W latach 1984–1991 był etatowym działaczem związku zawodowego pracowników branży leśnej i jego przedstawicielem w mieście Fagersta. Od 1991 do 1994 stał na czele administracji gminy Skinnskatteberg.
W 1994 po raz pierwszy uzyskał mandat posła do Riksdagu. Z powodzeniem ubiegał się o reelekcję w 1998, 2002, 2006 i 2010, zasiadając w szwedzkim parlamencie do 2012. W latach 2004–2006 był członkiem rządu Görana Perssona jako minister bez teki odpowiedzialny za rynki finansowe i finanse jednostek samorządowych. W 2012 został powołany na stanowisko gubernatora regionu Norrbotten, w 2018 przeszedł na tożsamą funkcję w regionie Sztokholm.